# Ґавія Апіката
Ґавія Апіката (*Gavia Apicata, бл. 10 до н. е. — 31) — давньоримська матрона часів ранньої Римської імперії.

## Життєпис
Походила з роду вершників Ґавіїв. Донька відомого багача Марка Ґавія Апіція. Про її матір нічого невідомо. Вийшла заміж за Луція Елія Сеяна (майбутнього префекта преторія) і мала від нього трьох дітей.
У 23 році, зробившись коханцем Лівілли, невістки імператора Тіберія, Сеян розлучився з Апікатою. У жовтні 31 року Сеян і його старший син були страчені імператором Тиберієм за звинуваченням у змові. Після загибелі сина Ґавія Апіката наклала на себе руки. У передсмертному листі вона повідомила Тиберію про провину Сеяна і Лівілли у вбивстві його сина Друза.

## Родина
Дружина — Луцій Елій Сеян.
Діти:
- Луцій Елій Галл Страбон, понтифік 31 року.
- Гай Атей Капітон Еліан
- Елія Юнілла